# سان لورنتزو ال ماره
سان لورنتزو ال ماره (به ایتالیایی: San Lorenzo al Mare) یک کومونه در ایتالیا است که در استان ایمپریا واقع شده‌است. سان لورنتزو ال ماره ۱٫۳ کیلومتر مربع مساحت و ۱٬۴۰۹ نفر جمعیت دارد.